# Općina Postojna
Općina Postojna (slo.:Občina Postojna, nje. Adelsberg, tal. Postumia Grotte) je općina u južnoj Sloveniji u statističkoj regiji Notranjsko-kraškoj. Središte općine je naselje Postojna s 8.548 stanovnika.

## Zemljopis
Općina Postojna nalazi se na jugozapadu države. Središnji dio općine je smješten u krško polje. Ostatak općine je planinski (Nanos i Snežnik). U općini vlada umjereno kontinentalna klima. Nema značajnijih vodotoka osim nekoliko manjih ponornica. U općini se nalazi poznata postojnska jama.

## Naselja u općini
Belsko, Brezje pod Nanosom, Bukovje, Dilce, Gorenje, Goriče, Grobišče, Hrašče, Hrenovice, Hruševje, Koče, Landol, Liplje, Lohača, Mala Brda, Mali Otok, Malo Ubeljsko, Matenja vas, Orehek, Planina, Postojna, Predjama, Prestranek, Rakitnik, Rakulik, Razdrto, Sajevče, Slavina, Slavinje, Stara vas, Strane, Strmca, Studenec, Studeno, Šmihel pod Nanosom, Velika Brda, Veliki Otok, Veliko Ubeljsko, Zagon, Žeje

## Poznate osobe
- Borut Pahor, slovenski premijer i predsjednik Republike Slovenije

## Vanjske poveznice
- Službena stranica općine
- Postojnska jama  Arhivirana inačica izvorne stranice od 18. siječnja 2008. (Wayback Machine)
- Zmaj 'ma mlade - Ljetni kulturni festival
- Mladinski center Postojna